# 13 июня
13 июня — 164-й день года (165-й в високосные годы) по григорианскому календарю.
До конца года остаётся 201 день.
До 15 октября 1582 года — 13 июня по юлианскому календарю, с 15 октября 1582 года — 13 июня по григорианскому календарю.
В XX и XXI веках соответствует 31 мая по юлианскому календарю.

## Праздники и памятные дни
См. также: Категория:Праздники 13 июня

### Международные
- День швейной машинки[2] (1790)

### Религиозные
Православие
- память апостола от семидесяти Ерма (Ермия) (I)
- память мученика Ермия Команского (II)[5]
- память мученика Философа Александрийского (III)[6]
- память священномученика Филосо́фа Орна́тского, пресвитера, и сыновей его мучеников Бориса и Николая (1918)

### Именины
- Православные: Поликарп, Роман, Христина[7].
- Католические: Антоний, Люциан.

## События
См. также: Категория:События 13 июня

### До XIX века
- 313 — в Никомедии император Лициний опубликовал эдикт о веротерпимости[8].
- 922 — (дата условна) в Волжской Булгарии прошла церемония официального принятия ислама в качестве государственной религии.
- 1625 — состоялся брак короля Англии Карла I Стюарта и Генриетты Марии де Бурбон, дочери Генриха IV, короля Франции.
- 1665 — в ходе Второй англо-голландской войны произошло Лоустофтское сражение, окончившееся поражением флота Республики Соединённых Провинций.
- 1752 — Логстаунским договором земли ирокезов и делаваров к югу от реки Огайо переданы в распоряжение английской колонии Вирджиния.
- 1782 — в Швейцарии зафиксирован последний известный случай казни за колдовство (казнена Анна Гёльди)[9].

### XIX век
- 1837 — цесаревич Александр Николаевич (будущий император Александр II) вступил в пределы Сибири. Достигнув 15 (3 по старому стилю) июня Тобольска — конечной точки путешествия в Азии, наследник со свитой на следующий день повернули обратно. Сибирь произвела на великого князя крайне благоприятное впечатление.
- 1843 — Манифест Николая I о замене ассигнаций и других бумажных денежных знаков кредитными билетами.
- 1855 — в парижской Гранд-Опере прошла премьера «Сицилийской вечерни» Джузеппе Верди.
- 1886 — смерть 40-летнего короля Баварии Людвига II на Штарнбергском озере.
- 1892 — в Киеве пущен первый в Российской империи электрический трамвай.
- 1898 — в Канаде создана территория Юкон со столицей в Доусоне.

### XX век
- 1909 — русская Дума приняла закон об усилении русификации Финляндии.
- 1912 — в Москве открыт Музей изящных искусств имени императора Александра III.
- 1917 — провозглашение «автономной Украины». Украинская Центральная Рада учредила Генеральный секретариат, назначаемый Радой.
- 1918 — в Перми совершено убийство Михаила Александровича, первое из убийств членов свергнутой династии Романовых.
- 1920 — в Женеве открылся международный Конгресс феминисток.
- 1921 — Новониколаевск становится центром Новониколаевской губернии.
- 1921 — эсер Борис Савинков в Варшаве воссоздал деятельность антисоветского «Народного союза защиты Родины и свободы».
- 1924 — СНК РСФСР принял постановление «Об организации кинодела в РСФСР». Создано «Совкино». Идеологические функции передавались республиканским наркоматам просвещения, монополию на прокат картин брало на себя государство.
- 1926 — двенадцати дней от роду Норма Джин Мортенсон (будущая Мэрилин Монро) была отдана матерью приёмным родителям.
- 1934
  - Образованы Воронежская и Курская области.
  - В Венеции состоялась встреча Гитлера и Муссолини.
- 1937 — Алексей Толстой по телефону диктует статью «Родина!» для газеты «Известия» в связи с приговором «по делу троцкистско-бухаринской банды — Тухачевского, Якира и др.» Писатель диктует: «…Мне не нужно будет много слов, чтобы узнать врага. Я узнаю его по чуждому блеску глаз…»
- 1941 — в ночь с 13 на 14 июня в Латвии, Литве и Эстонии, недавно включённых в состав СССР, началась массовая депортация целыми семьями людей в Сибирь.
- 1942 — президент США Франклин Рузвельт принял решение о создании Управления стратегических служб — позже ставшего ЦРУ.
- 1944
  - Первое боевое применение германских крылатых ракет Фау-1 (против Великобритании).
  - Бой у Виллер-Бокажа.
  - Президент Американской медицинской ассоциации Г. Кретчмер осудил повсеместное использование витаминов как дорогое и бесполезное занятие.
- 1948 — Бирма объявила о начале строительства коммунизма.
- 1949
  - Университет Калифорнии обязал всех своих преподавателей и служащих принять антикоммунистическую клятву.
  - Роман Оруэлла «1984» назван в США Книгой Года.
- 1955 — в СССР опубликовано сообщение об открытии ставшего знаменитым месторождения алмазов в Якутии — кимберлитовой трубки «Мир».
- 1958 — заработал первый китайский экспериментальный ядерный реактор.
- 1960 — в Бийске запущена трамвайная система.
- 1961 — в Калуге Юрий Гагарин заложил первый камень в фундамент здания первого в мире музея космонавтики.
- 1969 — создан Ярославский государственный университет.
- 1974 — катастрофа Ми-8 в Нефтеюганске, погибли 14 человек.
- 1982 — Фахд стал королём Саудовской Аравии после смерти его брата Халида.
- 1983 — «Пионер-10» стал первым земным космическим аппаратом, пересёкшим орбиту Нептуна[10].
- 1990 — Верховный Совет РСФСР принял постановление «О концепции перехода к регулируемой рыночной экономике».
- 1996 — «Свободные люди Монтаны» сдались после 81-дневного противостояния с силами ФБР.
- 1997 — суд приговорил Тимоти Маквея к смертной казни за теракт в Оклахома-Сити в 1995 году.
- 2000 — в Пхеньяне прошла первая встреча между лидерами Северной и Южной Кореи.

### XXI век
- 2002 — США вышли из Договора об ограничении систем противоракетной обороны.
- 2009 — массовые беспорядки в Тегеране после победы Ахмадинежада на президентских выборах в Иране.
- 2010 — японский космический аппарат «Хаябуса» доставил на Землю образцы грунта астероида (25143) Итокава, взятые в 2005 году.
- 2013 — дебют k-pop группы BTS.
- 2025 — атака Израиля на Иран, в результате погибло руководство КСИР и ведущие учёные-ядерщики

## Родились
См. также: Категория:Родившиеся 13 июня

### До XIX века
- 40 — Гней Юлий Агрикола (ум. 93), римский полководец и государственный деятель, завоеватель Британии.
- 1773 — Томас Юнг (ум. 1829), английский физик, врач и астроном, один из создателей волновой теории света.
- 1790 — Хосе Антонио Паэс (ум. 1873), герой борьбы за независимость Венесуэлы и первый её президент (1830—1835).

### XIX век
- 1812 — Измаил Срезневский (ум. 1880), русский филолог-славист, этнограф, академик.
- 1815 — Осип Сомов (ум. 1876), русский математик и механик, академик.
- 1831 — Джеймс Клерк Максвелл (ум. 1879), шотландский физик, разработчик теории электромагнитного поля.
- 1855 — Лев Лопатин (ум. 1920), русский философ-идеалист и психолог, профессор Московского университета.
- 1860 — Нортамо (наст. имя Франс Хьялмар Нордлинг; ум. 1931), финский поэт и писатель-юморист.
- 1865 — Уильям Йейтс (ум. 1939), ирландский поэт и драматург, лауреат Нобелевской премии (1923).
- 1870 — Жюль Борде (ум. 1961), бельгийский бактериолог и иммунолог, создатель вакцин, лауреат Нобелевской премии (1919).
- 1884 — Этьен Жильсон (ум. 1978), французский религиозный философ.
- 1885 — Элизабет Шуман (ум. 1952), немецкая певица (сопрано).
- 1888 — Фернанду Песоа (ум. 1935), португальский поэт, писатель и драматург.
- 1891 — Владимир Владиславский (ум. 1970), актёр театра и кино, лауреат Сталинской премии (1948), народный артист СССР.
- 1892
  - Валерия Барсова (ум. 1967), оперная певица, педагог, общественный деятель, народная артистка СССР.
  - Бэзил Рэтбоун (ум. 1967), британский актёр театра и кино.
- 1893 — Дороти Ли Сэйерс (ум. 1957), английская писательница, филолог, драматург и переводчик.
- 1894
  - Тэй Гарнетт (ум. 1977), американский кинорежиссёр и сценарист.
  - Жак-Анри Лартиг (ум. 1986), французский фотограф и художник.
- 1897 — Пааво Нурми (ум. 1973), финский бегун, 9-кратный олимпийский чемпион.
- 1899 — Карлос Чавес (ум. 1978), мексиканский композитор, дирижёр и пианист, общественный деятель.

### XX век
- 1901
  - Жан Прево (погиб в 1944), французский писатель, публицист, литературовед, участник французского Сопротивления.
  - Михаил Старокадомский (ум. 1954), советский композитор, органист, педагог.
- 1909 — Борис Горшенин (ум. 1974), театральный актёр, народный артист РСФСР (1961).
- 1910
  - Гонсало Торренте Бальестер (ум. 1999), испанский писатель и литературовед.
  - Мэри Уикс (ум. 1995), американская актриса театра, кино и телевидения.
- 1911
  - Луис Альварес (ум. 1988), американский физик-экспериментатор, лауреат Нобелевской премии (1968).
  - Эрвин Мюллер (ум. 1977), немецкий физик, изобретатель электронного и ионного проекторов, первый человек, наблюдавший атомы.
- 1918 — Бен Джонсон (ум. 1996), американский киноактёр, обладатель премий «Оскар», «Золотой глобус» и др.
- 1928
  - Инна Зарафьян (ум. 2007), кинооператор, заслуженный деятель искусств РСФСР.
  - Джон Форбс Нэш (ум. 2015), американский экономист, автор теории игр, лауреат Нобелевской премии (1994).
- 1933 — Свен-Олов Шёделиус (ум. 2018), шведский гребец-байдарочник, двукратный олимпийский чемпион (1960, 1964).
- 1935 — Христо Явашев (ум. 2020), американский скульптор и художник болгарского происхождения.
- 1937 — Алла Иошпе (ум. 2021), советская и российская эстрадная певица, народная артистка РФ.
- 1940 
  - Даллас Лонг, американский легкоатлет, олимпийский чемпион в толкании ядра (1964).
  - Гойко Митич, югославский, сербский и германский киноактёр, режиссёр и каскадёр.
- 1943
  - Малкольм Макдауэлл, британский актёр театра, кино, телевидения и озвучивания.
  - Михаил Покрасс, советский и российский врач-психотерапевт, писатель.
- 1946 — Игорь Старыгин (ум. 2009), советский и российский актёр театра и кино, заслуженный артист РФ.
- 1949 — Виктор Бондаренко, советский футболист и российский футбольный тренер.
- 1951 — Стеллан Скарсгард, шведский и американский актёр, лауреат премии «Золотой глобус» и др. наград.
- 1952 — Лидия Боброва, сценарист и кинорежиссёр, лауреат Государственной премии РФ.
- 1953 — Тим Аллен (Тимоти Алан Дик), американский актёр-комик, эстрадный артист.
- 1955 — Николай Мухин, народный художник России, академик монументальной живописи.
- 1957 — Ринат Дасаев, советский футбольный вратарь, серебряный призёр чемпионата Европы (1988), тренер.
- 1958 — Сергей Маковецкий, советский и российский актёр театра и кино, народный артист РФ.
- 1962
  - Марк Франкель (погиб в 1996), английский актёр кино и телевидения.
  - Элли Шиди, американская актриса и писательница.
- 1963 — Феликс Чисекеди, политический деятель, президент Демократической Республики Конго с 24 января 2019 года.
- 1964 — Шарунас Марчюлёнис, советский и литовский баскетболист, олимпийский чемпион (1988).
- 1965
  - Лиза Видал, американская актриса кино и телевидения.
  - Лесли Кэй, американская актриса, фотомодель и кастинг-директор.
- 1966 — Григорий Перельман, российский учёный-математик.
- 1969 — Каэтана Гильен Куэрво, испанская актриса кино и телевидения, телеведущая.
- 1974 
  - Валерий Буре, советский, российский и американский хоккеист, серебряный призёр Олимпийских игр (1998).
  - Бранд Родерик, американская модель и актриса.
- 1975 — Никита Белых, российский политический деятель, губернатор Кировской области (2009—2016).
- 1976 — Дана Борисова, российская телеведущая.
- 1980 — Хуан Карлос Наварро, испанский баскетболист, чемпион мира (2006) и Европы (2009, 2011).
- 1981 — Крис Эванс, американский актёр кино и телевидения.
- 1982 — Кенениса Бекеле, эфиопский бегун, трёхкратный олимпийский чемпион (2004, 2018), 5-кратный чемпион мира.
- 1983 — Джейсон Спецца, канадский хоккеист, чемпион мира (2015).
- 1984 — Каори Итё, японская спортсменка, борец вольного стиля, 4-кратная олимпийская чемпионка, 10-кратая чемпионка мира.
- 1986 
  - Мэри-Кейт Олсен, американский модельер, актриса и продюсер.
  - Эшли Олсен, американская актриса, продюсер, дизайнер одежды, сестра-близнец Мэри-Кейт.
  - Монс Сельмерлёв, шведский певец, победитель конкурса «Евровидение-2015».
  - Кэйсукэ Хонда, японский футболист.
- 1989
  - Райан Макдона, американский хоккеист, двукратный обладатель Кубка Стэнли.
  - Хассан Уайтсайд, американский баскетболист.
- 1990 — Аарон Тейлор-Джонсон, американский актёр, лауреат премии «Золотой глобус».
- 1992 — Ким Джин Су, южнокорейский футболист.
- 1993 — Денис Тен (погиб в 2018), казахстанский фигурист, бронзовый призёр Олимпийских игр (2014).
- 2000 — Пенни Олексяк, канадская пловчиха, олимпийская чемпионка (2016).

## Скончались
См. также: Категория:Умершие 13 июня

### До XX века
- 1231 — Антоний Падуанский (р.1195), португальский теолог-францисканец, католический святой.
- 1871 — Жан Эжен Робер-Уден (р.1805), швейцарский иллюзионист, «отец современной магии».
- 1875 — Генрих Луи д’Арре (р.1822), немецкий астроном, один из открывателей планеты Нептун.
- 1878 — Иван Амосов (р.1800), русский кораблестроитель, инженер-генерал.
- 1884 — Антон Цвенгауэр (р.1810), немецкий художник эпохи бидермайер.
- 1886 — Людвиг II (р.1845), король Баварии (1864—1886).
- 1894 — Николай Ге (р.1831), русский художник.
- 1896 — Матия Мразович (р.1824), хорватский политик, 12-й мэр Загреба.

### XX век
- 1901 — Леопольдо Алас (р.1852), испанский писатель и критик.
- 1918 — Михаил Александрович (р.1878), великий князь, по мнению ряда историков — формально последний российский император.
- 1931 — Китасато Сибасабуро (р.1853), японский врач и бактериолог, один из первооткрывателей возбудителя чумы.
- 1938 — Шарль Гийом (р.1861), французский физик, лауреат Нобелевской премии (1920).
- 1948 — покончил с собой Осаму Дадзай (р.1909), японский писатель.
- 1958 — Моисей Наппельбаум (р.1869), выдающийся российский и советский фотомастер.
- 1959 — Шон Лестер (р.1888), ирландский дипломат, 3-й и последний Генеральный секретарь Лиги наций (1940—1946).
- 1961 — Витаутас Кайрюкштис (р.1890), литовский художник и искусствовед.
- 1965 — Мартин Бубер (р.1878), еврейский философ, идеолог сионизма.
- 1972 — Дьёрдь фон Бекеши (р.1899), венгерский физик (с 1947 в США), лауреат Нобелевской премии (1961).
- 1979 — Анатолий Кузнецов (р.1929), советский писатель.
- 1982 — Халид (р.1913), король Саудовской Аравии.
- 1985 — Василий Архипов (р.1906), советский военачальник, генерал-полковник танковых войск, дважды Герой Советского Союза.
- 1986
  - Бенни Гудмен (р.1909), американский джазовый кларнетист и дирижёр, «король свинга».
  - Дин Рид (р.1938), американский актёр и певец.
- 1987 — Джеральдин Пейдж (р.1924), американская актриса, лауреат «Оскара», двух «Золотых глобусов» и других премий.
- 1990 — Мария Адамейко (р.1929), белорусская советская певица. Заслуженная артистка Белорусской ССР (1963).
- 1996 — Александр Иванов (р.1936), советский и российский поэт-пародист, ведущий телепередачи «Вокруг смеха».
- 2000 — Ефим Гамбург (р.1925), российский мультипликатор.

### XXI век
- 2012 — Роже Гароди (р.1913), французский общественный и политический деятель.
- 2016 — Олег Каравайчук (р.1927), советский и российский композитор, автор музыки к кинофильмам и спектаклям.

## Приметы
Еремей Бобовник / Еремей Распрягальник / Еремеев день
- На Еремея-бобовника — сажают бобы.
- Распрягальник, севу край — коня распрягай.
- Дождь запляшет — промаешься всю зиму.
- Чем обильнее роса ввечеру, тем назавтра жарче[11].